# Vrbová Lhota
Vrbová Lhota (en allemand : Weiden-Lhota) est une commune du district de Nymburk, dans la région de Bohême-Centrale, en Tchéquie. Sa population s'élevait à 529 habitants en 2020.

## Géographie
Vrbová Lhota se trouve à 8,5 km au sud de Nymburk et à 46 km à l'est de Prague.
La commune est limitée par Písková Lhota au nord, par Poděbrady et Sokoleč à l'est, par Cerhenice, Ratenice et Dobřichov au sud, et par Pečky et Kostelní Lhota à l'ouest.

## Histoire
La première mention écrite de la localité date de 1502.

## Transports
Par la route, Vrbová Lhota se trouve à 11,5 km de Nymburk et à 57 km de Prague.